# Drepanosticta rhamphis
Drepanosticta rhamphis – gatunek ważki z rodziny Platystictidae. Występuje na Filipinach w rejonie wyspy Luzon.
Gatunek ten opisał w 2005 roku Jan van Tol. Jako miejsce typowe wskazał wyspę Catanduanes położoną na południowy wschód od Luzonu. Okazy typowe (pięć samców, w tym holotyp, i jedną samicę) odłowiono tam w czerwcu 1996 roku, zaś dodatkowy okaz (samicę) we wrześniu 1997 roku w prowincji Camarines Norte na południu Luzonu.